# 량스추

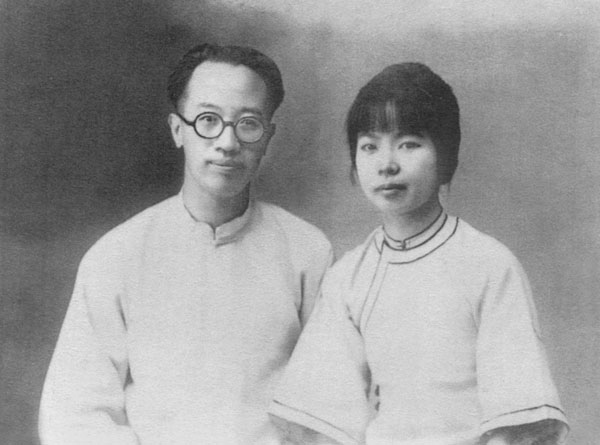
량스추(왼쪽)와 그의 아내

량스추(梁實秋, 1903년 1월 6일 ~ 1987년 11월 3일)는 중화민국에서 활동한 문학비평가, 산문가, 번역가다.
.

## 인물 소개
량스추는 1903년 중국 베이징에서 11명의 형제자매 중 넷째로 태어났다. 1915년에 량스추는 칭화대학교(清華大學) 미국유학 예비반에 붙었고, 1923년에 미국 콜로라도 대학에 입학했다.  대학 졸업 후 바로 하버드대학교 대학원(석사,박사)에 합격해 서양문학과 문학이론을 전공한 뒤, 영어철학박사학위를 땄다. 1928년에 문학지 《신월(新月)》을 창간하여 문학의 계급성을 거부하고 마르크스주의 문학이론을 반대하였다. 후에 충칭[重慶]에 내려와 《중앙일보》의 문화면 《평명》의 주간으로 일하는 한편, 국립편수관에서 초·중등학교 교재편찬을 책임지기도 하였다.

## 작품 활동
평집론《낭만적인 것과 고전적인 것》과 《문학의 기율》, 《문예비평론》, 《평견집》 등을 출간하였고, 1950년대에 타이완[臺灣]에서 필생의 대역인 《셰익스피어 희곡전집》과 비평집인 《루쉰론(關於魯迅)》과 《문학인연》, 《량스추 문학론》 등을 출간하였다. 

## 저서
- 《낭만적인 것과 고전적인 것》
- 《모기와 파리》[1]
- 《문예비평론》
- 《문학인연》

## 경력
- 현재 셰익스피어의 전집을 중국어로 단독 번역한 최초의 중국 학자이다.

- 중국 인민교육출판사가 새로 펴낸 고교 어문교재에 대표적 자유주의 작가 량스추(梁實秋)의 작품이 실렸다[2].